# Jacob Dissius

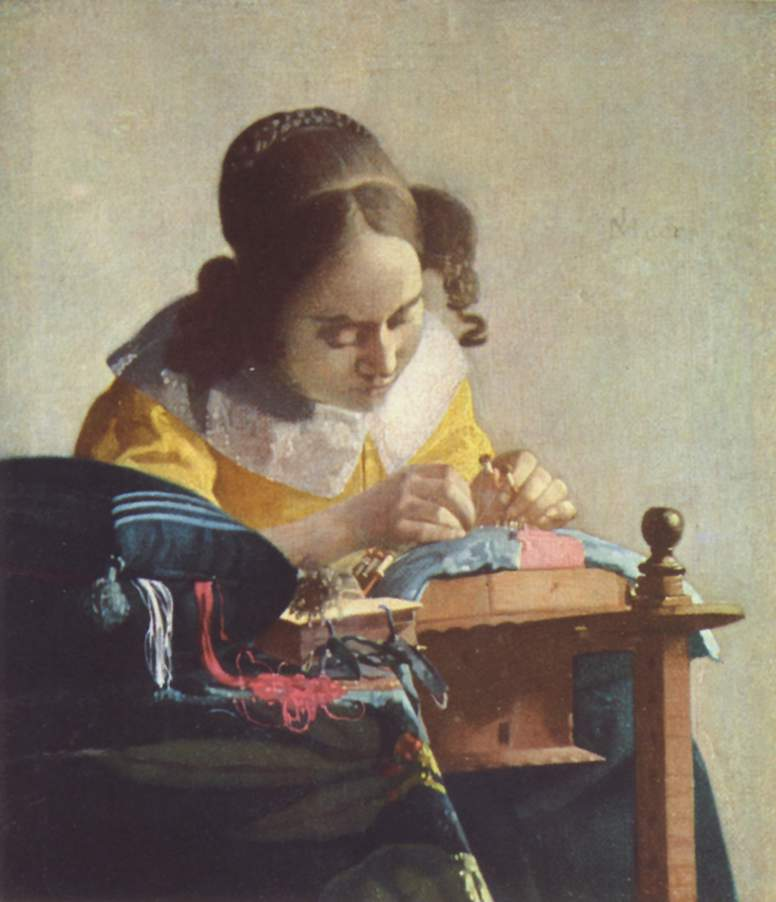
Knypplerskan, ev av de målningar av Johannes Vermeer, som ingick i Jacob Dissius konstsamling

Jacob Abrahamsz. Dissius, född i november 1653, död i oktober 1695, var en nederländsk typograf och boktryckare.
Jacob Dissius var son till boktryckaren Abraham Dissius (död 1694) i Delft. Han var från 1680 gift med Magdalena Pieters van Ruivjen (1655-82), dotter till Pieter van Ruijven och Maria de Knuijt (död 1681). Jacob Dissius ägde tryckeriet "Het Gulden ABC" vid Marknadstorget i Delft. Han är mest känd som svärson till Johannes Vermeers mecenat Pieter van Ruijven och innehavare av en av paret van Ruijven skapad stor samling målningar av Vermeer. 
Pieter van Ruijven och hans hustru Maria de Knuijt var förmögna borgare i Delft och hade skapat en stor konstsamling, med framför allt verk av Johannes Vermeer. Efter van Ruijvens död 1674 ägde änkan Maria de Knuijt hela samlingen och efter hennes död 1681 ärvdes den av parets enda barn Magdalena van Ruijven. Hon dog i sin tur barnlös året därpå, och ärvdes av Jacob Dissius. Denne ärvde även konst efter sin far 1694. Den barnlöse Jacob Dissius konstsamling såldes i maj 1996 på en auktion hos konsthandlaren Gerard Houet i Amsterdam i maj 1696. Dokument från auktionen är bevarade och utgör en viktig källa beträffande proveniensen för Vermeers verk.

## Jacob Dissius konstsamling
Auktionslistan upptar 21 verk av Vermeer. Minst 20 av dessa kommer från van Ruijvens samling. En målning kan ha köpts in av Jacob Dissius eller hans far, eller så fanns den redan i van Ruijvens samling, men har inte tidigare förtecknats i 1983 års bouppteckning efter hustruns död genom förbiseende av en notarie.
Av de 15 omnämnda målningarna av Vermeer på auktionen efter Dissius 1696 anses 15 vara rimligt identifierade som idag kända målningar. Sex andra målningar är antingen idag ej kända eller har inte gått att identifiera som idag kända.

### Identifierade verk av Vermeer
- Sovande ung kvinna
- Officer och leende ung kvinna
- Den lilla gatan
- Kvinna som håller en balansvåg
- Kökspiga som häller upp mjölk
- Vy över Delft
- Knypplerskan
- Kvinna med pärlhalsband
- Ung kvinna som skriver ett brev
- Dam som sitter vid en cembalo
- Flickan med vinglaset
- Konserten
- Gitarrspelerskan
- Husfru och tjänarinna, alternativt Ung kvinna som läser ett brev vid ett öppet fönster
- Musiklektionen

### Ej identifierade Vermeermålningar
- "Porträtt av Vermeer med olika assesoirer" (möjligen identisk med Målarkonsten)
- "Herre som tvättar händerna"
- "Vy över ett hus i Delft"
- "En tronie i antik klädsel" (möjligen identisk med Flicka i röd hatt)
- En annan tronie (möjligen identisk med Studie av en ung flicka eller Flicka med pärlörhänge)
- En ytterligare tronie (möjligen identisk med Studie av en ung flicka eller Flicka med pärlörhänge)

### Övriga verk
- En marinmålning av Jan Porcellis
- Fyra landskap av Simon de Vlieger
- Tre målningar av kyrkor av Emanuel de Witte
- En tronie av Rembrandt van Rijn
- Ett porträtt av Erasmus av Rotterdam